# Dachówka ciągniona

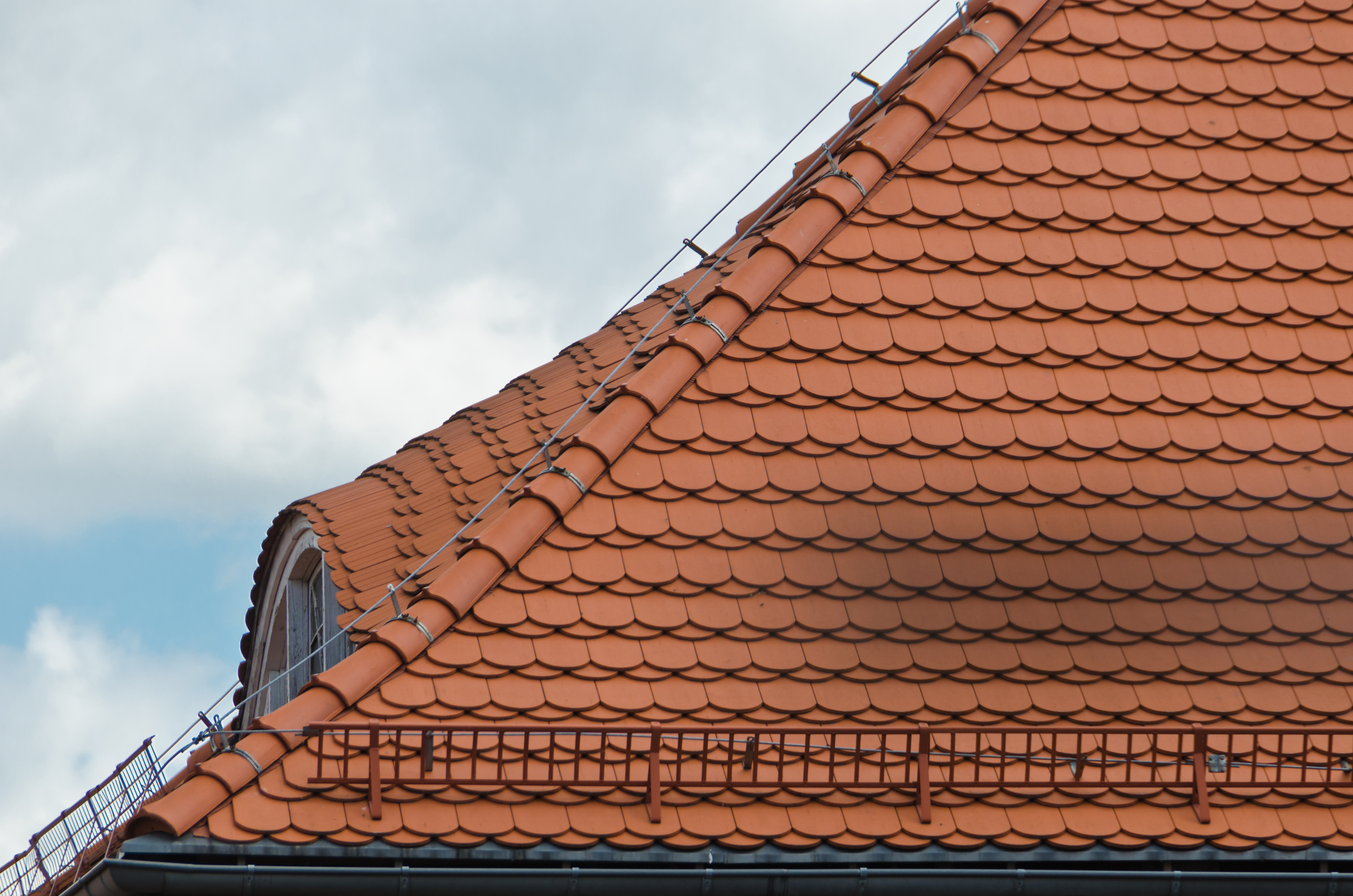
Dach kryty dachówką karpiówką

Dachówki ciągnione – rodzaj dachówek, które formuje się przez obróbkę taśmy gliny ceglarskiej w dachówczarkach. Dachówki tego rodzaju dzieli się na:
- dachówki holenderki,
- dachówki karpiówki,
- dachówki zakładkowe.